# Oliver Zaugg
Pour les articles homonymes, voir Zaugg.
Oliver Zaugg est un coureur cycliste suisse né le 9 mai 1981 à Lachen. Professionnel de 2004 à 2016, il a remporté le Tour de Lombardie 2011, sa seule victoire professionnelle.

## Repères biographiques et carrière amateur
Oliver Zaugg est né le 9 mai 1981 à Lachen. Originaire de l'Oberland zurichois, il est marié et père d'un enfant. Il a une formation de ramoneur.
Dans sa jeunesse, Zaugg pratique le cyclisme mais aussi le football et le tennis. C'est finalement le sport cycliste qu'il choisit de pratiquer vers l'âge de 10 ans. Zaugg obtient quelques places d'honneur lors de son parcours dans les catégories juniors et espoirs. Il est ainsi deuxième du championnat de Suisse sur route juniors en 1999. En Suisse, il est troisième du Grand Prix du canton d'Argovie des moins de 23 ans 2001. Troisième en 2002 et 2003 du Tour de la Vallée d'Aoste, il est également neuvième du Gran Premio Palio del Recioto et troisième du Grand Prix de Francfort espoirs en 2003. Ces places d'honneur en Italie et en Allemagne sont obtenues alors que Zaugg évolue dans l'équipe Zalf Désirée Fior,,. Avec l'équipe de Suisse, il participe aux championnats du monde en catégorie junior en 1999 (76e), et en catégorie espoirs en 2002 (32e) et 2003 (27e).

## Carrière professionnelle

### De Saunier Duval à Gerolsteiner (2004-2008)
Oliver Zaugg passe professionnel en 2004 dans l'équipe Saunier Duval-Prodir, équipe dont il est membre pendant trois saisons. Il participe à son premier grand tour en 2004 lors du Giro. Il y obtient la 47e place. Durant cette saison, Zaugg n'obtient pas de place parmi les 20 premiers d'une course. Il est ainsi 23e de la Klasika Primavera puis 27e du Tour d'Aragon en avril, 32e du Tour de Romandie en mai et 26e du Grand Prix du canton d'Argovie en août. L'année suivante, il est tout d'abord 33e du Trofeo Laigueglia et 14e du Tour du Haut-Var en février. En mai, après une 26e place au Tour de Romandie, il participe de nouveau au Giro mais cette fois-ci il ne le termine pas. Il est en effet non-partant de la 12e étape en raison d'un problème musculaire au membre inférieur gauche. En 2006, il débute par une septième place lors du Tour d'Andalousie. Ne disputant aucun grand tour dans l'année, il est en revanche sélectionné pour les championnats du monde sur route dont il prend la 103e place. Sa fin de saison se dispute sur des courses d'un jour en Italie avec pour meilleur résultat une huitième place lors du Tour d'Émilie.

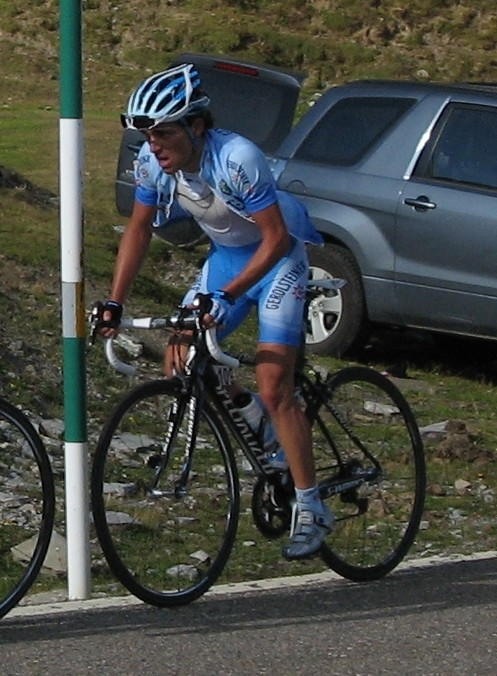
Oliver Zaugg dans la 8e étape de la Vuelta 2008

Zaugg rejoint en 2007 la formation allemande Gerolsteiner. Il commence l'année par une 36e place au Tour de Californie. Peu avant le Tour d'Italie, Zaugg est 37e du Tour de Romandie. Lors du Giro, il abandonne au cours de la quatorzième étape. Il ne revient à la compétition que début août à l'occasion du Tour de l'Ain. 15e du Regio-Tour, Zaugg découvre ensuite le Tour d'Espagne. Il s'y signale dans la neuvième étape, la première disputée dans les Pyrénées, et où il se classe cinquième. Quelques jours plus tard, le coureur suisse termine quinzième de cette Vuelta. Terminant comme l'année précédente sa saison sur les courses italiennes de fin d'année, il obtient comme meilleur résultat la vingtième place du Tour de Lombardie.
Pour sa deuxième saison avec Gerolsteiner, il entame l'année 2008 par plusieurs résultats entre la 20e et la 30e place sur des épreuves comme le Tour de Californie, Liège-Bastogne-Liège ou le Tour de Romandie. Cinquième du Grand Prix de la Forêt-Noire le 7 juin puis huitième du Grand Prix du canton d'Argovie le lendemain, Il est le leader de l'équipe Gerolsteiner lors du Tour de Suisse. En vue dès la deuxième étape où il prend la cinquième place à la fois de l'étape et au classement général, il pointe trois jours plus tard à la troisième place du classement à 18 secondes d'Igor Antón. Il rétrograde le lendemain en dixième position avant d'être non-partant lors de la huitième étape en raison d'un virus intestinal. En août, il est tout d'abord 15e du Tour de l'Ain. Lors de la Vuelta, il obtient à plusieurs reprises des places dans les 10 premiers d'étapes de montagne,,, ce qui permet au Suisse d'être dixième du classement général à deux jours de la fin. Doublé au classement par Marzio Bruseghin lors de l'avant-dernière étape, un contre-la-montre en montée, Zaugg termine le Tour d'Espagne en onzième position. Il est 50e des championnats du monde sur route puis huitième du Mémorial Cimurri en octobre.

### Liquigas (2009-2010)

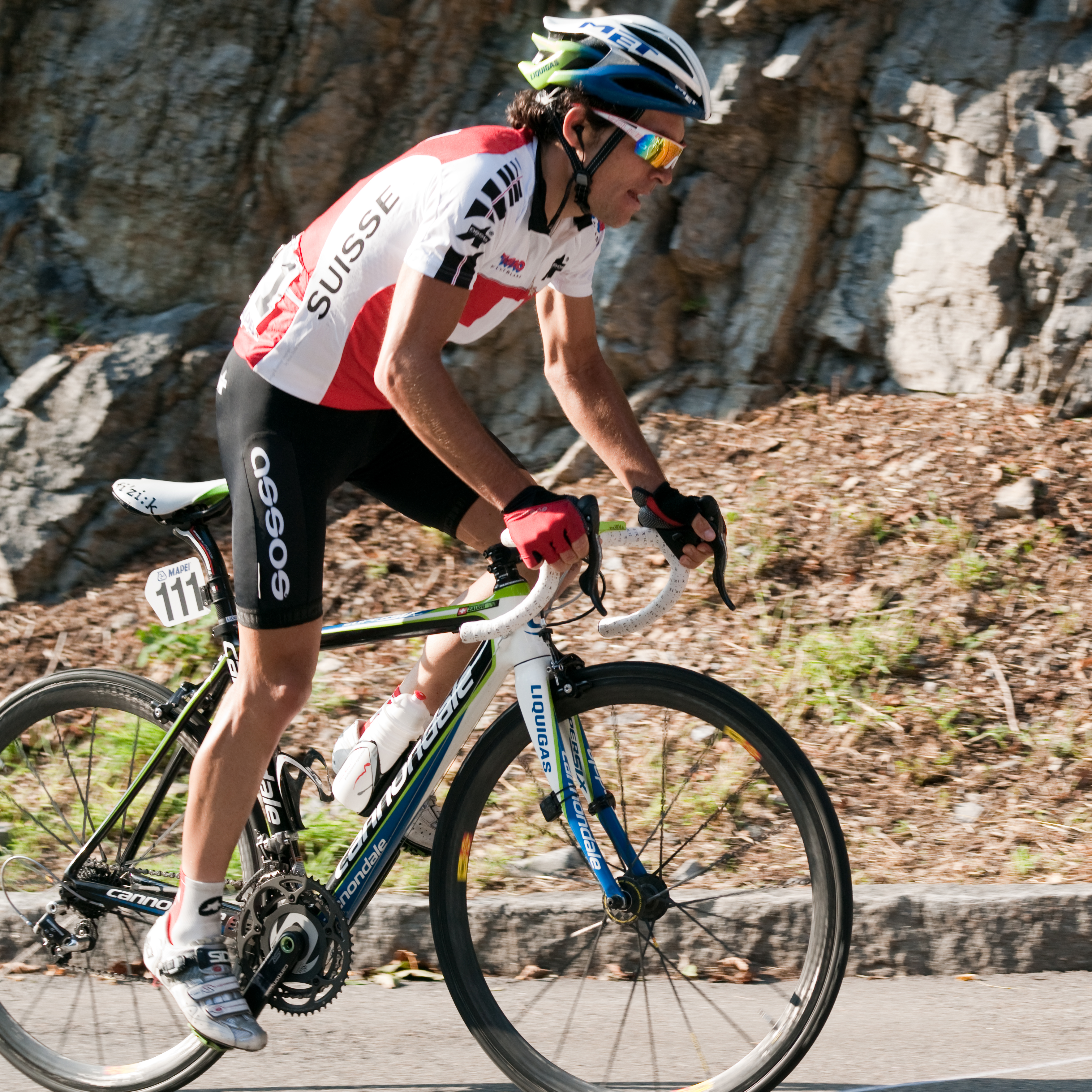
Oliver Zaugg lors du championnat du monde de 2009 à Mendrisio en Suisse

L'équipe Gerolsteiner s'arrêtant à la fin de l'année 2008, Zaugg est le premier des coureurs de l'équipe à annoncer son futur pour 2009. Son transfert pour la formation Liquigas est annoncé pendant la Vuelta 2008. Il démarre par une dix-huitième place lors du Trofeo Laigueglia en février. À la fin de ce mois, il souffre d'une inflammation à un tendon d'Achille lors du Tour de Sardaigne. En mai, il obtient la quinzième place du Tour de Catalogne à un peu plus de 3 minutes d'Alejandro Valverde. Lors du Tour de Suisse, il obtient trois fois une place parmi les cinq premiers d'une étape. Il pointe à la deuxième place du classement général après la cinquième étape à 14 secondes de Tadej Valjavec mais à égalité avec Fabian Cancellara. Cependant, trois jours plus tard, à la veille de l'arrivée, et malgré une attaque de sa part, il perd sa place sur le podium provisoire. Le lendemain, il se classe finalement quinzième de son tour national à plus de six minutes de Cancellara, vainqueur final. Après une onzième place en août sur le Trophée Melinda, son Tour d'Espagne se conclut par une 70e place. Sélectionné pour les mondiaux sur route, il est 28e de la course. Il est également dix-neuvième du Tour de Lombardie.
L'année suivante, Zaugg fait partie de l'équipe Liquigas-Doimo qui remporte le contre-la-montre par équipes de la Semaine internationale Coppi et Bartali. Il prend la tête du classement général au terme de la deuxième étape aux dépens de son équipier Francesco Chicchi. Le lendemain, Ivan Santaromita, un autre coureur Liquigas-Doimo, prend la tête du classement. Zaugg finit en quinzième position l'épreuve remportée par Santaromita. Lors du Tour de Suisse, il obtient la quatrième place de la sixième étape après une échappée en compagnie de Fränk Schleck visant à rattraper le leader du jour, Robert Gesink. Cette place lui permet d'intégrer les 10 premiers au classement général. Il finit son tour national en treizième position. En août, il obtient deux places d'honneur sur des étapes du Tour de Burgos, ce qui lui permet de terminer quatrième de l'épreuve à 37 secondes de Samuel Sánchez. Il est ensuite 51e du Tour d'Espagne qui est remporté par son équipier Vincenzo Nibali. Sélectionné pour la troisième année consécutive pour disputer les championnats du monde sur route, Zaugg doit déclarer forfait, gêné par un nerf sciatique.

### Leopard-Trek: victoire au Tour de Lombardie (2011)

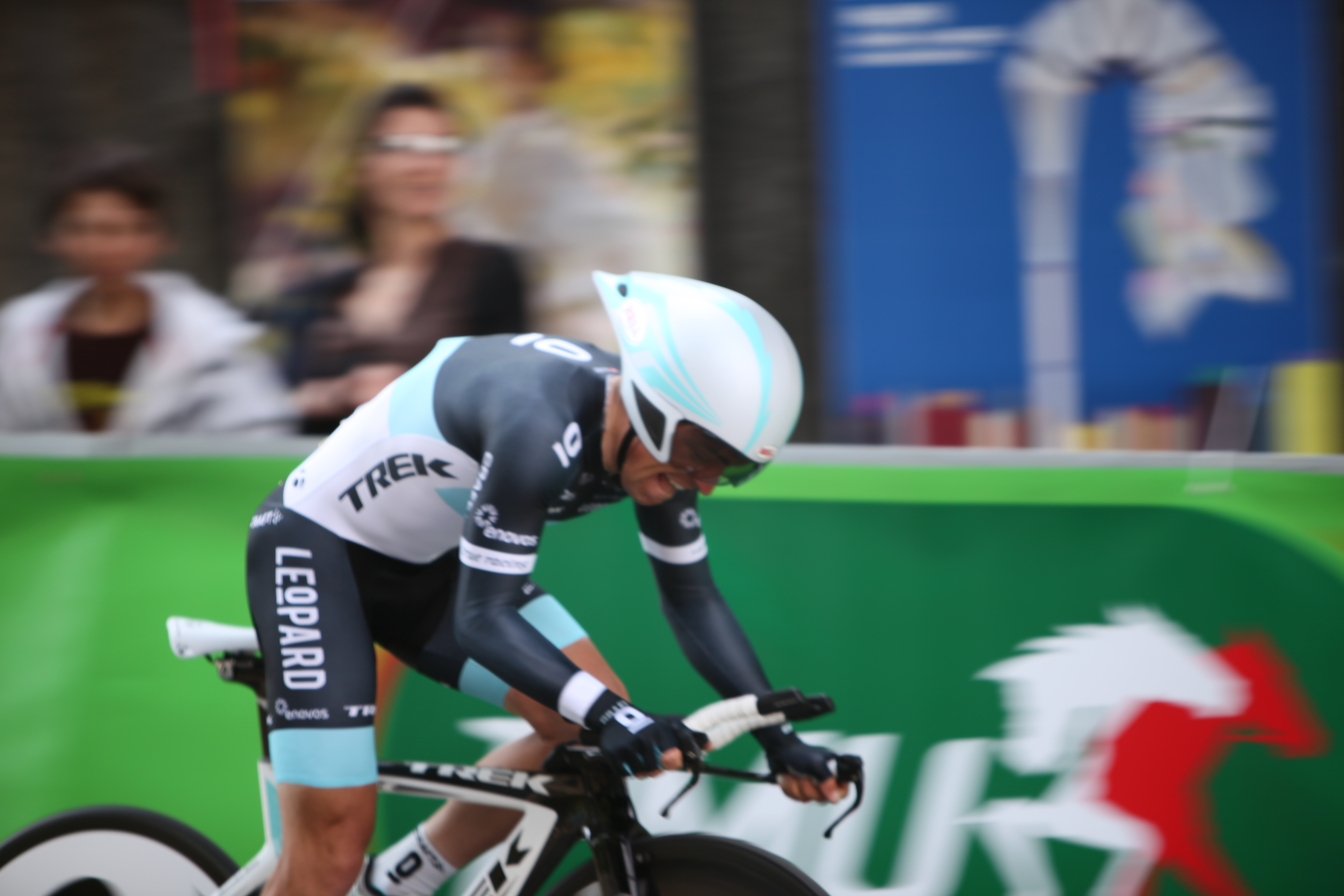
Oliver Zaugg lors du prologue du Tour de Romandie 2011

Oliver Zaugg s'engage en 2011 avec l'équipe Leopard-Trek. Il a comme but de participer au Tour de France pour y aider Andy et Fränk Schleck. Tout d'abord dix-neuvième du Tour de Catalogne, puis vingt-troisième du Tour de Romandie, il est aligné sur le Giro. Celui-ci s'achève prématurément pour Zaugg qui ne prend pas le départ de la cinquième étape, comme pour l'ensemble de son équipe, en raison de la mort pendant la course de son coéquipier Wouter Weylandt. En juin, Zaugg se classe quatrième du championnat de Suisse sur route à 1 minutes 29 secondes de son coéquipier de Fabian Cancellara. Il ne participe pas au Tour de France, les neuf places revenant aux huit participants de son équipe au Tour de Suisse ainsi qu'à Joost Posthuma. Il est alors aligné sur le Tour d'Autriche qu'il termine dix-septième. Quinzième du Tour de Pologne en août, il participe ensuite au Tour d'Espagne. Il fait partie de l'équipe Leopard-Trek qui remporte le contre-la-montre par équipes qui se dispute le premier jour. Il est non-partant lors de la dix-huitième étape en raison d'ennuis gastriques après avoir aidé ses leaders Maxime Monfort et Jakob Fuglsang en montagne.
En fin de saison, Zaugg se signale sur les courses italiennes. Il est ainsi le 8 octobre neuvième du Tour d'Émilie puis huitième du Grand Prix Bruno Beghelli le lendemain et onzième du Tour du Piémont quatre jours plus tard. Ces résultats l'amènent à effectuer une demande inhabituelle à son équipe : celle d'obtenir un statut de leader sur le Tour de Lombardie. Il obtient satisfaction et est considéré comme chef de file de Leopard-Trek et partage ce rôle avec Jakob Fuglsang. Pas considéré comme un favori de l'épreuve lombarde qui se déroule le 15 octobre, il crée la surprise en la remportant en solitaire grâce à une attaque produite dans la portion la plus pentue de la dernière montée. Il tient ensuite seul dans les derniers kilomètres de la course et devance Dan Martin et Joaquim Rodríguez de huit secondes,,. Il s'agira de la seule et unique victoire individuelle de sa carrière. À la fin de la saison, il est nommé coureur cycliste suisse de l'année.

### RadioShack-Nissan (2012)
L'équipe RadioShack fusionne en 2012 avec Leopard-Trek et devient ainsi RadioShack-Nissan. Zaugg est présent dans cette équipe. Il commence sa saison en Espagne début février lors du Challenge de Majorque avant d'être ensuite 34e du Tour de Catalogne en mars puis 31e du Tour du Pays basque au début du mois d'avril. Présent sur le Tour d'Italie en soutien de Fränk Schleck, ce dernier abandonne pendant la 15e étape. Zaugg, échappé au cours de la 20e étape, termine ce Giro à la 56e place.
Non présélectionné pour le Tour de France, Zaugg est en juillet vingt-deuxième du Tour d'Autriche remporté par son coéquipier Jakob Fuglsang. 36e du Tour du Colorado en août, il obtient le mois suivant deux quinzièmes places au Canada lors du Grand Prix cycliste de Québec puis sur le Grand Prix cycliste de Montréal,. Il est ensuite sélectionné pour la course en ligne des championnats du monde sur route qu'il ne termine pas. C'est également en septembre que son transfert pour un an dans l'équipe Saxo Bank-Tinkoff Bank est officialisé,. En fin de mois, Zaugg défend son titre sur le Tour de Lombardie. Il se classe huitième à l'arrivée dans un groupe qui termine à neuf secondes du lauréat, Joaquim Rodríguez.

### Saxo-Tinkoff puis Tinkoff-Saxo (2013-2015)
Bjarne Riis, manager de l'équipe Saxo-Tinkoff, annonce en septembre 2012 le recrutement d'Oliver Zaugg pour la saison 2013. En février, lors du Tour méditerranéen, Zaugg chute durant la quatrième étape et se fracture un doigt de la main droite. Cette blessure le prive de compétition pendant deux semaines. De retour au Tour de Catalogne, il participe ensuite dans sa saison principalement à des courses par étapes de l'UCI World Tour sans résultat significatif. Après le Tour de Pologne, Zaugg participe en août au Tour d'Espagne en tant que coéquipier. À l'attaque dans la quinzième étape, il y joue ce rôle en attendant son chef de file Nicolas Roche qui a attaqué dans le peloton et l'aide à maintenir son avantage,. Zaugg termine 37e de cette Vuelta et Roche cinquième. Dans la foulée, il est sélectionné dans l'équipe de Suisse pour la course en ligne des championnats du monde où il est équipier de Fabian Cancellara. Zaugg, victime d'une chute et blessé à un pied, ne termine pas cette course alors que Cancellara est dixième,. En fin d'année, il est dix-neuvième du Tour d'Émilie. Le contrat de Zaugg est en décembre prolongé de deux ans dans l'équipe qui est renommée Tinkoff-Saxo.
Le début de saison 2014 d'Oliver Zaugg est marqué en février par une chute et un abandon au Dubaï Tour. Victime d'une fracture à une main nécessitant des opérations chirurgicales, il est absent de la compétition plusieurs semaines,. De retour à la fin du mois d'avril, il participe au Tour de Romandie puis aux Quatre Jours de Dunkerque. En juin, Zaugg est présent dans le final de la troisième étape du Tour de Luxembourg. Avec Ivan Rovny et son leader Matti Breschel, il fait partie d'un groupe de cinq coureurs qui distance le peloton et se dispute la victoire. Cette étape est remportée par Breschel qui prend à cette occasion la tête de l'épreuve qu'il gagne le lendemain, Zaugg étant 26e. Présent ensuite au Tour de Suisse en tant qu'équipier de Roman Kreuziger, il annonce cibler à titre personnel la deuxième partie de saison. Zaugg obtient la cinquième place dans la dernière étape, disputée en montagne, et se classe 21e. En juillet, absent du Tour de France, il aborde le Tour d'Autriche comme chef de file de son équipe. Deuxième de la première étape à 11 secondes de Peter Kennaugh, il se positionne ainsi pour le classement général. Lors de l'étape-reine, il est distancé et rétrograde en quatrième position. Zaugg perd toute chance de podium lors de l'avant-dernière étape, un contre-la-montre disputé sur terrain plat. Perdant plus de trois minutes en 24 kilomètres sur le vainqueur d'étape Kristof Vandewalle, il recule à la septième place du classement général, place qu'il occupe à la fin, à trois minutes sept secondes du vainqueur, Kennaugh. Après le Tour de Pologne, Zaugg participe au Tour d'Espagne comme équipier d'Alberto Contador notamment en montagne,. Contador endosse le maillot rouge de leader après la dixième étape. Sur la quatorzième étape, Zaugg est présent dans l'échappée qui se dispute la victoire. Il attaque en solitaire à trois kilomètres de l'arrivée. Alors qu'il semble bien parti pour s'imposer, il est repris et distancé dans les 200 derniers mètres par Ryder Hesjedal qui gagne l'étape devant lui. Zaugg est 23e de cette Vuelta que remporte Contador devant Christopher Froome. Cette course représente pour le Suisse le « point culminant absolu » de sa saison.

### IAM (2016)
Fin 2015 il signe un contrat avec l'équipe suisse IAM. Il met un terme à sa carrière à l'issue du Tour de Lombardie, qui marque également l'arrêt de l'équipe IAM.

## Après-carrière
Une fois sa carrière terminée, Zaugg entraîne des coureurs de VTT.

## Style et position dans le peloton
Doté d'un gabarit léger (1,68 m pour 56 kg), son style correspond à celui d'un grimpeur manquant de puissance dans le contre-la-montre. Son rôle principal est de servir de coéquipier à des coureurs plus renommés comme Ivan Basso ou Roman Kreuziger pendant sa présence chez Liquigas ou Andy et Fränk Schleck au sein de la formation Leopard-Trek. Il peut ponctuellement servir de leader sur quelques épreuves,,,. Il fait partie ainsi avec Jakob Fuglsang des coureurs protégés lors du Tour de Lombardie 2011 remporté par Zaugg. Il déclare en 2009 que sa course préférée est le Tour de Suisse et affectionne également le Tour de Lombardie.
Pendant son passage chez Liquigas, Mario Scirea, un des directeurs sportifs, dit de lui qu'« il se met au service des leaders sans rechigner ». Sur un plan personnel, Scirea le décrit comme discret et « attachant ». Thomas Rohregger fait partie de ses amis au sein du peloton et est son camarade d'entraînement,.

## Palmarès, résultats et classements

### Palmarès par année
- 1999
  - 2e du championnat de Suisse sur route juniors
- 2002
  - 3e du Tour de la Vallée d'Aoste
- 2003
  - 3e du Tour de la Vallée d'Aoste
- 2010
  - 1reb étape de la Semaine internationale Coppi et Bartali (contre-la-montre par équipes)
- 2011
  - 1re étape du Tour d'Espagne (contre-la-montre par équipes)
  - Tour de Lombardie
- 2012
  - 8e du Tour de Lombardie

### Résultats sur les grands tours

#### Tour d'Italie
5 participations
- 2004 : 47e
- 2005 : non-partant (12e étape)
- 2007 : abandon (14e étape)
- 2011 : non-partant (5e étape) (à la suite du décès de Wouter Weylandt lors de la 3e étape)
- 2012 : 56e

#### Tour d'Espagne
7 participations
- 2007 : 15e
- 2008 : 11e
- 2009 : 70e
- 2010 : 51e
- 2011 : non-partant (18e étape), vainqueur de la 1re étape (contre-la-montre par équipes)
- 2013 : 37e
- 2014 : 23e

### Classements mondiaux
Jusqu'en 2004, le classement UCI concerne tous les coureurs ayant obtenu des points lors de courses du calendrier international de l'Union cycliste internationale (324 courses en 2004). En 2005, l'UCI ProTour et les circuits continentaux sont créés, ayant chacun leur classement. De 2005 à 2008, le classement de l'UCI ProTour classe les coureurs membres d'équipes ProTour en fonction des points qu'ils ont obtenu lors des courses du calendrier UCI ProTour, soit 28 courses en 2005, 27 en 2006, 26 en 2007. En 2008, le calendrier du ProTour est réduit à 15 courses en raison du conflit entre l'UCI et les organisateurs de plusieurs courses majeures. Les trois grands tours, Paris-Roubaix, la Flèche wallonne, Liège-Bastogne-Liège, le Tour de Lombardie, Tirreno-Adriatico et Paris-Nice ne sont donc pas pris en compte dans le classement ProTour 2008. En 2009 et 2010, un « classement mondial UCI » remplace le classement ProTour. Il prend en compte les points inscrits lors des courses ProTour et des courses qui n'en font plus partie, regroupées dans un « calendrier historique », soit au total 24 courses en 2009 et 26 en 2010. Ce nouveau classement prend en compte les coureurs des équipes continentales professionnelles. En 2011, l'UCI ProTour devient l'UCI World Tour et reprend dans son calendrier les courses qui l'avaient quitté en 2008. Il comprend 27 courses en 2011 et son classement ne concerne plus que les coureurs membres des 18 équipes ProTeam.
Oliver Zaugg apparaît pour la première fois au classement UCI en 2004. Il obtient son meilleur classement en 2011 : 45e. Les 100 points qu'il obtient cette année-là proviennent tous de sa victoire au Tour de Lombardie.
| Année                  | 2004 | 2005 | 2006 | 2007 | 2008 | 2009 | 2010 | 2011 | 2012 | 2013 | 2014 | 2015 |
| ---------------------- | ---- | ---- | ---- | ---- | ---- | ---- | ---- | ---- | ---- | ---- | ---- | ---- |
| Classement UCI         | 761e |      |      |      |      |      |      |      |      |      |      |      |
| Classement ProTour     |      | nc   | nc   | 143e | nc   |      |      |      |      |      |      |      |
| Calendrier mondial UCI |      |      |      |      |      | 219e | 249e |      |      |      |      |      |
| UCI World Tour         |      |      |      |      |      |      |      | 45e  | 127e | nc   | 143e | nc   |

## Distinction
- Cycliste suisse de l'année : 2011